# Архангельська сільська рада (Архангельський район)
Арха́нгельська сільська рада (рос. Архангельский сельский совет) — муніципальне утворення у складі Архангельського району Башкортостану, Росія. Адміністративний центр — село Архангельське.

## Населення
Населення — 6058 осіб (2019, 5978 в 2010, 5909 в 2002).

## Склад
До складу поселення входять такі населені пункти:
| Населений пункт         | Населення, осіб (2002) | Населення, осіб (2010) |
| ----------------------- | ---------------------- | ---------------------- |
| Архангельське, село     | 5641                   | 5819                   |
| Новоустиновка, присілок | 268                    | 159                    |